# Birr (Szwajcaria)
Birr – gmina (niem. Einwohnergemeinde) w północnej Szwajcarii, w kantonie Argowia, w okręgu Brugg. 31 grudnia 2014 liczyła 4333 mieszkańców.